# Sažeti zvučni format
Sažeti zvučni format, zvučni datotečni sadržajni format koji smanjuje potrebno mjesto za pohranu ili prikaz zvučnoga signala. Mjesto može biti raskrčeno, primjerice, odbacivanjem određene frekvencijske sastavnice koja je nečujna. Tako MP3 rješava stvari. Ostali formati kao FLAC sažimlju bez gubitka, ali postižu niže stope sažimanja. 
 Suprotna vrsta je nesažeti zvučni format.